# Річард Бошан, 1-й граф Вустер
Річард де Бошан (англ. Richard de Beauchamp; до 1397 — 18 березня 1422) — 2-й барон Абергейвенні від 1411 року, 1-й граф Вустер від 1421 року, англійський лицар, син Вільяма де Бошана, 1-го барона Абергейвенні, і Джоан Фіцалан.

## Життєпис
Річард народився до 1397 року й був єдиним сином Вільяма де Боша, 1-го барона Абергейвенні, і Джоан Фіцалан, доньки Річарда Фіцалана, 11-го графа Арундел, від першого шлюбу з Елізабет де Богун.
1311 року помер його батько, після чого Річард успадкував титул барона Абергейвенні, а також багаті володіння у Мідлендсі (Ворікширі та Вустерширі) й у Валлійській марці з центром в Абергейвенні.
8 квітня 1413 року Річард був посвячений у лицарі Ордена Лазні. 1415 року його призначено хранителем Валлійської марки.
Річард брав участь у поновленій за влади Генріха V Столітній війні. В 1418 році його призначено капітаном уланів і лучників у Нормандії. У лютому 1421 року здобув титул графа Вустера.
В 1422 році взяв участь у облозі Мо, під час якої був смертельно поранений і помер 18 березня. Його спадкоємицею була єдина донька Елізабет, яка вийшла заміж за Едварда Невілла, одного з синів графа Вестморленда, принісши йому в придане Абергейвенні. Титул же графа Вустера згас і повернувся до корони.
Вдова Річарда невдовзі вийшла заміж за його двоюрідного брата Річарда де Бошана, 13-го графа Воріка. Пізніше його зять, Річард Невілл, який успадкував у 1446 році титул графа Воріка, оскаржував у свого дядька, Едварда Невілла, 1-го барона Абергейвенні, землі в Абергавенні і Ворікшир, які той отримав як посаг.

## Шлюб і діти
Дружина: Ізабелла ле Діспенсер (26 липня 1400 — 27 грудня 1439), донька Томаса Ле Діспенсера, графа Глостера, і Констанції Йоркської. Діти:
- Елізабет Бошан (16 вересня 1415 — 18 червня 1448), 3-тя баронеса Абергейвенні (де-юре) від 1422 року[3]; чоловік: Едвард Невілл (бл. 1417 — 18 жовтня 1476), барон Абергейвенні (за правом дружини), 1-й барон Абергейвенні від 1450 року[4]

Після смерті чоловіка Ізабелла вийшла заміж удруге, її обранцем став Річард де Бошан (23 січня 1382 — 30 квітень 1439), 13-й граф Ворік, двоюрідний брат її першого чоловіка.